# The Move
The Move byla britská rocková skupina, založená v roce 1966. Po rozpadu této skupiny se její členové připojili ke skupinám: Electric Light Orchestra (Bev Bevan, Roy Wood, Jeff Lynne, Rick Price), Black Sabbath (Bev Bevan) a The Hollies (Carl Wayne).

## Diskografie

### Studiová alba
| Rok  | Název                                                                      | Pozice |
| Rok  | Název                                                                      | UK     |
| ---- | -------------------------------------------------------------------------- | ------ |
| 1968 | Move - Vydáno: 1968 - Label: Regal Zonophone Records                       | 15     |
| 1970 | Shazam - Vydáno: 1970 - Label: Regal Zonophone / A&M                       | –      |
| 1970 | Looking On - Vydáno: 1970 - Label: Fly Records / Capitol Records           | –      |
| 1971 | Message from the Country - Vydáno: 1971 - Label: Harvest Records / Capitol | –      |